# کیتی مورفی
کیتی مورفی (انگلیسی: Katy Murphy؛ زادهٔ ۸ دسامبر ۱۹۶۲) بازیگر اهل بریتانیا است.
از فیلم‌ها یا مجموعه‌های تلویزیونی که وی در آن‌ها نقش داشته‌است، می‌توان به تلفات و پوآرو اشاره نمود.